# 南希·麥多尼
李格魯（韩语：／ Lee Geu-ru，2000年4月13日—），英文名南希·潔韋兒·麥多尼（英語：Nancy Jewel McDonie），藝名Nancy，韓國女歌手、主持人，韓國女子組合MOMOLAND成员，队内擔任領唱、領舞、中心、忙內。

## 經歷

### 早年生活
Nancy出生于韩国大邱廣域市，成長於美國華盛頓州西雅圖。父亲是美国俄亥俄州人，母亲是韩国人，有一个姐姐。

### 2016年：以歌手出道，首張迷你專輯《Welcome to MOMOLAND》
2016年8月26日，出演Mnet出道生存實境節目《SURVIVAL MOMOLAND를 찾아서》 最终成功以MOMOLAND出道。
2016年11月2日，透过官方YouTube频道、官方Facebook释出MOMOLAND的出道专辑《Welcome to MOMOLAND》的成员个人与团体动态概念照。
11月3日，官方Facebook公开首张迷你专辑《Welcome to MOMOLAND》曲目表，出道曲〈JJan! Koong! Kwang!(짠쿵쾅)〉由二段横踢、Tenzo 与 Tasco、SEION….等作曲家合力制作。
11月4日，官方YouTube频道公开主打歌〈JJan! Koong! Kwang!(짠쿵쾅)〉MV 预告。

### 2017年
4月26日，發行全新單曲《Wonderful love (어마어마해 / 前譯：非常非常)》，並透過官方 YouTube 頻道公開 MV。
8月22日，發行第二張迷你專輯《Freeze!》，18日 透過官方 YouTube 公開音源試聽影片。

### 2018年
1月3日，發表第三張迷你專輯《GREAT!》回歸，並舉辦回歸 Showcase。

### 2023年
ATOC于9月21日宣布与Nancy签订专属合约的消息。

## 音樂作品
僅列出個人影視 團體請參見MOMOLAND#音樂作品。

### 參演其他音樂錄影帶
| 年份 | 歌手    | 歌曲名稱                     |
| 2016 | MC GREE | 이불 밖은 위험해 (Dangerous) |

## 影視作品
僅列出個人影視 團體請參見MOMOLAND影视作品列表。

### 綜藝節目
| 年份   | 日期     | 電視台    | 節目名稱                 |
| 2016年 | 11月24日 | Naver TV  | 《Cook star》            |
| 2017年 | 4月11日  | KBS       | 《1 VS 100》             |
| 2017年 | 12月16日 | SBS       | 《Game show游戏乐乐》    |
| 2017年 | 12月29日 | KBS World | 《Seoul Discovery》      |
| 2018年 | 1月7日   | MBC       | 《神秘音乐秀：蒙面歌王》 |
| 2018年 | 1月14日  | MBC       | 《神秘音乐秀：蒙面歌王》 |
| 2018年 | 3月8日   | KBS       | Happy Together Season 3  |
| 2018年 | 3月15日  | KBS       | Happy Together Season 3  |
| 2018年 | 3月26日  | KBS       | 《大国民脱口秀-你好》    |

### 固定綜藝
| 日期                   | 電視台 | 節目名稱     | 備註     |
| 2017年4月11日－6月27日 | iHQ    | 《我是演员》 | 固定嘉賓 |

### 節目主持
| 日期            | 電視台       | 節目名稱          |
| 2017年3月27日－ | 阿里郎电视台 | 《Pops in Seoul》 |

## 外部連結
- 南希·麥多尼的Instagram帳戶
- Daum 인물정보 （页面存档备份，存于）
- 낸시 :: 네이버 인물검색 （页面存档备份，存于）